# Ralf Schumann
Ralf Schumann (* 10. Juni 1962 in Meißen) ist ein ehemaliger deutscher Sportschütze, der besonders erfolgreich mit der Schnellfeuerpistole war.

## Werdegang
Schumann kam 1976 das erste Mal mit dem Sportschießen in Berührung, als er sich in einer Schulsportgemeinschaft als Gewehrschütze versuchte. Doch aufgrund seiner geringen Körpergröße hielt ihn sein Trainer für nicht geeignet, worauf Schumann zum Gewichtheben wechselte. Doch auch dort konnte sich Schumann nicht durchsetzen, so dass er noch im gleichen Jahr wieder zum Schießsport zurückkehrte. Im Gegensatz zum Gewehr ließ er aber im Umgang mit der Luftpistole einiges Talent erkennen, worauf er im März 1977 in ein Trainingszentrum delegiert wurde. Unter seiner damaligen Trainerin Petra Linkiewitz machte Schumann schon bald weitere Fortschritte, so dass er bereits im darauffolgenden Jahr bei den DDR-Meisterschaften in seiner Altersklasse gewinnen konnte. Nach weiteren Erfolgen im Jugendbereich (u. a. Spartakiadesieger 1981) wurde Schumann 1982 in den Klub für Sportschießen der GST Leipzig aufgenommen und war ab diesem Zeitpunkt Mitglied der DDR-Nationalmannschaft. Seit 1982 arbeitet Schumann mit Bundestrainer Peter Kraneis zusammen. Um in der DDR optimal gefördert zu werden, musste er in die SED eintreten.
Bei den 31. DDR-Meisterschaften 1985 gewann Ralf Schumann in den Disziplinen Luftpistole 40 Schuss, 10 m und KK-Schnellfeuerpistole 60 Schuss (30+30), 25 m mit 598 Ringe seine ersten Einzeltitel bei den Männern. In letzterer Disziplin war er schon bald im eigenen Land ohne ernsthafte Konkurrenz und konnte in den folgenden Jahren den Landesmeistertitel noch drei weitere Male erringen (1986, 1988, 1989). Auch international feierte Schumann in seiner Paradedisziplin, die seit Anbeginn der Olympischen Spiele der Neuzeit 1896 zum olympischen Programm gehört, große Erfolge. Mit drei Olympiasiegen (1992, 1996, 2004) ist er der erfolgreichste deutsche Olympionike im Schießsport. Darüber hinaus holte er zweimal Silber (1988, 2008) und belegte einmal den fünften Rang (2000). Bei den Olympischen Sommerspielen 2012 in London konnte der mittlerweile 50-jährige Schumann nicht an frühere Erfolge anknüpfen und belegte Platz 16.
Eine weitere mögliche Medaille blieb Schumann versagt, als er im Zuge des Boykotts der Ostblockstaaten nicht an den Olympischen Spielen 1984 in Los Angeles teilnehmen konnte, obwohl er bereits qualifiziert war. Schumann nahm von 1988 bis 2012 an sieben Olympischen Spielen teil.
1990 und 1998 wurde Schumann Weltmeister, 2002 Vizeweltmeister sowie 1986 und 1994 WM-Dritter. Zudem gewann er 1998 und 2002 WM-Gold mit der Mannschaft. Bei den Europameisterschaften gewann Schumann zwischen 1987 und 2003 13-mal die Goldmedaille (7 × Einzel, 6 × Mannschaft). Ralf Schumann, der für den Förderverein SSZ Suhl antritt, feierte im Laufe seiner Karriere 39 Weltcupsiege und konnte dabei 13-mal den Gesamtweltcup gewinnen (Stand Dezember 2008).
Nach über 700 Wettkämpfen hat Ralf Schumann seine Karriere mit dem Weltcupfinale in Bangkok am 26. Oktober 2012 beendet und widmet sich zukünftig dem Trainergeschäft.

## Privates
Ralf Schumann verlegte seinen Wohnort 1991 nach Saarbrücken. Zwei Jahre später folgte der Umzug nach Stockheim (Unterfranken). Er ist in zweiter Ehe mit Anke Völker, einer erfolgreichen Sportschützin, verheiratet und hat aus seiner ersten Ehe drei Kinder. Schumann ist gelernter Kraftfahrzeugschlosser und Feinmechaniker und arbeitete einige Zeit in der Schleiferei eines Sägewerks. Seit 2006 besitzt er die Lizenz als A-Trainer und erhielt eine Anstellung als Nachwuchstrainer beim Thüringer Schützenbund am Schießsportzentrum Suhl-Friedberg, für die er seine Stelle als Sägeblattschleifer aufgab. Neben dieser Tätigkeit ist er auch ein renommierter Tuner von individuell massangefertigten Pistolengriffen. Er absolvierte eine Ausbildung zum Diplom-Trainer an der Trainerakademie Köln. Der berufsbegleitende Studiengang dauerte drei Jahre und endete im Oktober 2011 erfolgreich mit dem Erwerb der höchsten Lizenzstufe. Seit 2015 arbeitet er als freiberuflicher Trainer.
Ralf Schumann bekannte sich wiederholt öffentlich zu seinem christlichen Glauben. „Jesus lebt“ steht auf der Kappe, die er seit 2005 bei Wettbewerben trug. Seine Goldmedaille in Athen 2004 war für ihn „der Beweis, dass es Gott gibt“.
Ralf Schumann engagiert sich in einer evangelischen Freikirche in der Nähe von Stuttgart und zeitweise beim Suchthilfeverband Blaues Kreuz. Am 10. Mai 2006 unterzeichnete er in Suhl einen Kooperationsvertrag mit dem Blauen Kreuz und beschrieb seine ehrenamtliche Aktivität mit einer Parallele: „Nicht nur für einen Suchtkranken können zittrige Hände zum Verhängnis werden. Auch für einen Sportschützen ist eine unruhige Hand wohl das schlimmste, was passieren kann.“ Für das Hilfswerk childrenHope, das sich für Straßenkinder in Lateinamerika einsetzt, tritt Schumann als Förderer auf.

## Erfolge
- Olympiateilnehmer 1988, 1992, 1996, 2000, 2004, 2008, 2012
(1984 qualifiziert, kein Start wegen Boykott der DDR)
- Olympiasieger 1992, 1996 und 2004
- Olympiasilber 1988 und 2008
- 5. Platz bei Olympia 2000
- Weltmeister (Einzel) 1990 und 1998
- Vizeweltmeister (Einzel) 2002
- WM-Bronzemedaille (Einzel) 1986 und 1994
- Weltmeister (Team) 1998 und 2002
- Europameister (Einzel) 1987, 1989, 1991, 1993, 1995, 1999 und 2003
- Vizeeuropameister (Einzel) 1985 und 2001
- EM-Bronzemedaille (Einzel) 1997
- Europameister (Team) 1993, 1995, 1997, 1999, 2001 und 2003
- EM-Bronzemedaille (Team) 1991 und 2005
- Weltcup-Finale (Gold) 1989, 1990, 1991, 1992, 1993, 1994, 1995, 1997, 1999, 2000, 2002, 2004 und 2007
- Weltcup-Finale (Silber) 2003 und 2006
- Weltcup-Finale (Bronze) 1998, 2005 und 2008
- Weltcup (Gold) 39-mal
- Weltcup (Silber) 7-mal
- Weltcup (Bronze) 10-mal

## Auszeichnungen
- Silbernes Lorbeerblatt
- „Hall of Fame“ des Deutschen Schützenbundes e. V.
- „All-Time-Champion“, „Jahrhundert Schütze“ des Internationalen Schießsportverbandes ISSF
- 2013 – Goldener Staffelstab der Deutschen Sporthilfe[14]
- 2004 – Schütze des Jahres (Deutscher Schützenbund)
- 2004 – Sport-Star-Award (Eurosport)
- 1997 – Georg von Opel-Preis
- 1992 – ISSF Welt-Schütze des Jahres
- 1992 – Bambi
- 1985 – Ernst-Schneller-Medaille in Gold[3]
- 1987 – Schütze des Jahres (Deutscher Schützenverband DDR)[3]
- 1989 – Olympische Ehrennadel des IOC[3]
- 1989 – ISSF Welt-Schütze des Jahres
- 1988 – Ernst-Schneller-Medaille Ehrenspange in Gold[3]
- 1988 – Vaterländischer Verdienstorden in Silber[15]
- 1984 – Vaterländischer Verdienstorden in Bronze[3][16]

Quelle: